# Infinity (Charice)
Infinity (reso graficamente col simbolo ∞) è il terzo album in studio della cantante filippina Charice, pubblicato nel 2011.

## Tracce
1. Louder – 3:01 (Daniel Jamas, Leah Haywood, Shelly Peiken)
2. New World – 6:11 (Koichi Tabo - 多保孝 dei Superfly)
3. Bounce Back – 3:39 (Lars Halvor Jensen, Kasia Livingston, Johannes "Josh" Joergensen & Daniel "Obi" Klein)
4. Far as the Sky – 5:26 (Yusuke Tanaka (田中ユウスケ))
5. Lost the Best Thing – 3:37 (Carsten Schack, Sean Hurley, Cathy Dennis)
6. Heartbreak Survivor – 4:04 (Rico Love, Wayne Wilkins, Joanna "JoJo" Levesque)
7. Before It Explodes – 4:00 (Bruno Mars, Ari Levine, Phillip Lawrence)
8. Lesson for Life – 2:58 (Jason Derulo, Kara DioGuardi, Alex Francis, Dinavon Bythwood, Jordan Kyle, J Angel)
9. Never Always – 4:05 (Frankie Storm, Warren "Oak" Felder)
10. One Day – 3:13 (Nick Jonas, Dan Muckala, Jason Ingram)
11. Lighthouse – 3:59 (Natasha Bedingfield, Mike Elizondo, Danielle Brisebois)